# Timo Rautiainen (copilota di rally)
Timo Rautiainen (Espoo, 13 novembre 1964) è un ex copilota di rally finlandese.

## Biografia
Ha gareggiato come navigatore di Marcus Grönholm fin dal 1995.
A bordo di vetture Peugeot dal 2000 al 2005 e di vetture Ford in seguito, hanno gareggiato nel campionato del mondo rally, vincendo 30 prove singole, tra cui il Rally di Finlandia e quello di Montecarlo, ed aggiudicandosi due titoli piloti nel 2000 e 2002.

## Palmarès
- 2 Campionati del mondo piloti, copilota di  Marcus Grönholm (2000 e 2002), su Peugeot 206 WRC del Team Total

### Vittorie nel WRC
| #  | Anno | Rally                                      | Co-pilota       | Vettura              | Squadra                  |
| -- | ---- | ------------------------------------------ | --------------- | -------------------- | ------------------------ |
| 1  | 2000 | 49th International Swedish Rally           | Marcus Grönholm | Peugeot 206 WRC      | Peugeot Esso             |
| 2  | 2000 | 30th Rally New Zealand                     | Marcus Grönholm | Peugeot 206 WRC      | Peugeot Esso             |
| 3  | 2000 | 50th Neste Rally Finland                   | Marcus Grönholm | Peugeot 206 WRC      | Peugeot Esso             |
| 4  | 2000 | 13th Telstra Rally Australia               | Marcus Grönholm | Peugeot 206 WRC      | Peugeot Esso             |
| 5  | 2001 | 51st Neste Rally Finland                   | Marcus Grönholm | Peugeot 206 WRC      | Peugeot Total            |
| 6  | 2001 | 14th Telstra Rally Australia               | Marcus Grönholm | Peugeot 206 WRC      | Peugeot Total            |
| 7  | 2001 | 57th Network Q Rally of Great Britain      | Marcus Grönholm | Peugeot 206 WRC      | Peugeot Total            |
| 8  | 2002 | 51st Uddeholm Swedish Rally                | Marcus Grönholm | Peugeot 206 WRC      | Peugeot Total            |
| 9  | 2002 | 30th Cyprus Rally                          | Marcus Grönholm | Peugeot 206 WRC      | Peugeot Total            |
| 10 | 2002 | 52nd Neste Rally Finland                   | Marcus Grönholm | Peugeot 206 WRC      | Peugeot Total            |
| 11 | 2002 | 32nd Propecia Rally New Zealand            | Marcus Grönholm | Peugeot 206 WRC      | Peugeot Total            |
| 12 | 2002 | 15th Telstra Rally Australia               | Marcus Grönholm | Peugeot 206 WRC      | Peugeot Total            |
| 13 | 2003 | 52nd Uddeholm Swedish Rally                | Marcus Grönholm | Peugeot 206 WRC      | Marlboro Peugeot Total   |
| 14 | 2003 | 33rd Propecia Rally New Zealand            | Marcus Grönholm | Peugeot 206 WRC      | Marlboro Peugeot Total   |
| 15 | 2003 | 23º Rally Argentina                        | Marcus Grönholm | Peugeot 206 WRC      | Marlboro Peugeot Total   |
| 16 | 2004 | 54th Neste Rally Finland                   | Marcus Grönholm | Peugeot 307 WRC      | Marlboro Peugeot Total   |
| 17 | 2005 | 55th Neste Rally Finland                   | Marcus Grönholm | Peugeot 307 WRC      | Marlboro Peugeot Total   |
| 18 | 2005 | 2nd Rally Japan                            | Marcus Grönholm | Peugeot 307 WRC      | Marlboro Peugeot Total   |
| 19 | 2006 | 74ème Rallye Automobile Monte-Carlo        | Marcus Grönholm | Ford Focus RS WRC 06 | BP Ford World Rally Team |
| 20 | 2006 | 55th Uddeholm Swedish Rally                | Marcus Grönholm | Ford Focus RS WRC 06 | BP Ford World Rally Team |
| 21 | 2006 | 53rd Acropolis Rally                       | Marcus Grönholm | Ford Focus RS WRC 06 | BP Ford World Rally Team |
| 22 | 2006 | 56th Neste Oil Rally Finland               | Marcus Grönholm | Ford Focus RS WRC 06 | BP Ford World Rally Team |
| 23 | 2006 | 7th Rally of Turkey                        | Marcus Grönholm | Ford Focus RS WRC 06 | BP Ford World Rally Team |
| 24 | 2006 | 36th Propecia Rally New Zealand            | Marcus Grönholm | Ford Focus RS WRC 06 | BP Ford World Rally Team |
| 25 | 2006 | 62nd Wales Rally GB                        | Marcus Grönholm | Ford Focus RS WRC 06 | BP Ford World Rally Team |
| 26 | 2007 | 56th Uddeholm Swedish Rally                | Marcus Grönholm | Ford Focus RS WRC 06 | BP Ford World Rally Team |
| 27 | 2007 | 4º Supermag Rally Italia Sardinia          | Marcus Grönholm | Ford Focus RS WRC 06 | BP Ford World Rally Team |
| 28 | 2007 | 54th BP Ultimate Acropolis Rally of Greece | Marcus Grönholm | Ford Focus RS WRC 06 | BP Ford World Rally Team |
| 29 | 2007 | 57th Neste Oil Rally Finland               | Marcus Grönholm | Ford Focus RS WRC 07 | BP Ford World Rally Team |
| 30 | 2007 | 37th Propecia Rally New Zealand            | Marcus Grönholm | Ford Focus RS WRC 07 | BP Ford World Rally Team |

## Risultati nel WRC
| 1995 | Scuderia | Vettura                         |  |  |  |  |     |  |  |  |  |  |  |  |  |  |  |  | Punti | Pos. |
| ---- | -------- | ------------------------------- |  |  |  |  | --- |  |  |  |  |  |  |  |  |  |  |  | ----- | ---- |
| 1995 |          | Toyota Celica Turbo 4WD (ST185) |  |  |  |  | Rit |  |  |  |  |  |  |  |  |  |  |  | 0     |      |

| 1996 | Scuderia               | Vettura                                                         |   |  |  |  |  |   |  |  |  |  |  |  |  |  |  |  | Punti | Pos. |
| ---- | ---------------------- | --------------------------------------------------------------- | - |  |  |  |  | - |  |  |  |  |  |  |  |  |  |  | ----- | ---- |
| 1996 | Toyota Castrol Finland | Toyota Celica Turbo 4WD (ST185) e Toyota Celica GT-Four (ST205) | 7 |  |  |  |  | 4 |  |  |  |  |  |  |  |  |  |  | 0     |      |

| 1997 | Scuderia                                                                                   | Vettura                                            |  |   |  |     |  |  |   |  |  |     |  |  |  |   |  |  | Punti | Pos. |
| ---- | ------------------------------------------------------------------------------------------ | -------------------------------------------------- |  | - |  | --- |  |  | - |  |  | --- |  |  |  | - |  |  | ----- | ---- |
| 1997 | Toyota Castrol Team Sweden, Toyota Castrol Finland, H.F. Grifone SRL e Toyota Castrol Team | Toyota Celica GT-Four (ST205) e Toyota Corolla WRC |  | 8 |  | Rit |  |  | 4 |  |  | Rit |  |  |  | 5 |  |  | 0     |      |

| 1998 | Scuderia                               | Vettura                                            |  |   |  |     |     |  |  |  |     |   |  |  |     |  |  |  | Punti | Pos. |
| ---- | -------------------------------------- | -------------------------------------------------- |  | - |  | --- | --- |  |  |  | --- | - |  |  | --- |  |  |  | ----- | ---- |
| 1998 | H.F. Grifone SRL e Toyota Castrol Team | Toyota Celica GT-Four (ST205) e Toyota Corolla WRC |  | 5 |  | Rit | Rit |  |  |  | Rit | 7 |  |  | Rit |  |  |  | 2     | 16º  |

| 1999 | Scuderia                                                | Vettura                                                          |  |     |  |     |  |  |  |     |  |   |  |   |   |     |  |  | Punti | Pos. |
| ---- | ------------------------------------------------------- | ---------------------------------------------------------------- |  | --- |  | --- |  |  |  | --- |  | - |  | - | - | --- |  |  | ----- | ---- |
| 1999 | Seat Sport, Marlboro Mitsubishi Ralliart e Peugeot Esso | SEAT Córdoba WRC, Mitsubishi Carisma GT Evo VI e Peugeot 206 WRC |  | Rit |  | Rit |  |  |  | Rit |  | 4 |  | 8 | 5 | Rit |  |  | 5     | 15º  |

| 2000 | Scuderia     | Vettura         |     |   |     |   |   |   |     |   |   |     |   |   |   |   |  |  | Punti | Pos. |
| ---- | ------------ | --------------- | --- | - | --- | - | - | - | --- | - | - | --- | - | - | - | - |  |  | ----- | ---- |
| 2000 | Peugeot Esso | Peugeot 206 WRC | Rit | 1 | Rit | 2 | 5 | 2 | Rit | 1 | 1 | Rit | 5 | 4 | 1 | 2 |  |  | 65    | 1º   |

| 2001 | Scuderia      | Vettura         |     |     |   |     |     |     |     |     |   |   |   |     |   |   |  |  | Punti | Pos. |
| ---- | ------------- | --------------- | --- | --- | - | --- | --- | --- | --- | --- | - | - | - | --- | - | - |  |  | ----- | ---- |
| 2001 | Peugeot Total | Peugeot 206 WRC | Rit | Rit | 3 | Rit | Rit | Rit | Rit | Rit | 1 | 5 | 7 | Rit | 1 | 1 |  |  | 36    | 4º   |

| 2002 | Scuderia      | Vettura         |   |   |   |   |   |    |   |     |   |   |   |   |   |     |  |  | Punti | Pos. |
| ---- | ------------- | --------------- | - | - | - | - | - | -- | - | --- | - | - | - | - | - | --- |  |  | ----- | ---- |
| 2002 | Peugeot Total | Peugeot 206 WRC | 5 | 1 | 2 | 4 | 1 | SQ | 2 | Rit | 1 | 3 | 2 | 1 | 1 | Rit |  |  | 77    | 1º   |

| 2003 | Scuderia               | Vettura         |    |   |   |   |   |     |     |   |     |     |     |   |   |     |  |  | Punti | Pos. |
| ---- | ---------------------- | --------------- | -- | - | - | - | - | --- | --- | - | --- | --- | --- | - | - | --- |  |  | ----- | ---- |
| 2003 | Marlboro Peugeot Total | Peugeot 206 WRC | 13 | 1 | 9 | 1 | 1 | Rit | Rit | 2 | Rit | Rit | Rit | 4 | 6 | Rit |  |  | 46    | 6º   |

| 2004 | Scuderia               | Vettura         |   |   |   |   |    |     |   |     |   |     |   |     |   |   |   |     | Punti | Pos. |
| ---- | ---------------------- | --------------- | - | - | - | - | -- | --- | - | --- | - | --- | - | --- | - | - | - | --- | ----- | ---- |
| 2004 | Marlboro Peugeot Total | Peugeot 307 WRC | 4 | 2 | 6 | 2 | SQ | Rit | 2 | Rit | 1 | Rit | 4 | Rit | 7 | 4 | 2 | Rit | 62    | 5º   |

| 2005 | Scuderia               | Vettura         |   |     |   |   |   |     |   |   |   |   |   |     |   |     |     |     | Punti | Pos. |
| ---- | ---------------------- | --------------- | - | --- | - | - | - | --- | - | - | - | - | - | --- | - | --- | --- | --- | ----- | ---- |
| 2005 | Marlboro Peugeot Total | Peugeot 307 WRC | 5 | Rit | 2 | 2 | 3 | Rit | 3 | 4 | 2 | 1 | 3 | Rit | 1 | Rit | Rit | Rit | 71    | 3º   |

| 2006 | Scuderia                 | Vettura               |   |   |   |   |   |    |     |   |   |   |   |   |   |   |   |   | Punti | Pos. |
| ---- | ------------------------ | --------------------- | - | - | - | - | - | -- | --- | - | - | - | - | - | - | - | - | - | ----- | ---- |
| 2006 | BP Ford World Rally Team | Ford Focus RS WRC '06 | 1 | 1 | 8 | 3 | 2 | 10 | Rit | 1 | 3 | 1 | 2 | 2 | 1 | 5 | 1 | 1 | 111   | 2º   |

| 2007 | Scuderia                 | Vettura                                       |   |   |   |   |   |   |   |   |   |   |   |   |   |     |     |   | Punti | Pos. |
| ---- | ------------------------ | --------------------------------------------- | - | - | - | - | - | - | - | - | - | - | - | - | - | --- | --- | - | ----- | ---- |
| 2007 | BP Ford World Rally Team | Ford Focus RS WRC '06 e Ford Focus RS WRC '07 | 3 | 1 | 2 | 2 | 4 | 2 | 1 | 1 | 1 | 4 | 1 | 3 | 2 | Rit | Rit | 2 | 112   | 2º   |

| 2009 | Scuderia | Vettura                    |  |  |  |     |  |  |  |  |  |  |  |  |  |  |  |  | Punti | Pos. |
| ---- | -------- | -------------------------- |  |  |  | --- |  |  |  |  |  |  |  |  |  |  |  |  | ----- | ---- |
| 2009 | Prodrive | Subaru Impreza S14 WRC '08 |  |  |  | Rit |  |  |  |  |  |  |  |  |  |  |  |  | 0     |      |

| 2010 | Scuderia                | Vettura               |    |  |  |  |  |  |  |  |  |  |  |  |  |  |  |  | Punti | Pos. |
| ---- | ----------------------- | --------------------- | -- |  |  |  |  |  |  |  |  |  |  |  |  |  |  |  | ----- | ---- |
| 2010 | Stobart M-Sport Ford RT | Ford Focus RS WRC '08 | 21 |  |  |  |  |  |  |  |  |  |  |  |  |  |  |  | 0     |      |

| 2019 | Scuderia | Vettura          |  |    |  |  |  |  |  |  |  |  |  |  |  |  |  |  | Punti | Pos. |
| ---- | -------- | ---------------- |  | -- |  |  |  |  |  |  |  |  |  |  |  |  |  |  | ----- | ---- |
| 2019 | GRX Team | Toyota Yaris WRC |  | 38 |  |  |  |  |  |  |  |  |  |  |  |  |  |  | 0     |      |

| Legenda | 1º posto | 2º posto | 3º posto | A punti | Senza punti | Ritirato | Squalificato | NP=Non partito C=Gara cancellata | Apice=Power stage |